# دانييل برولكس
دانييل برولكس (بالفرنسية: Danielle Proulx)‏ (و. 1952 – م) هي ممثلة من كندا. ولدت في مونتريال.

## وصلات خارجية
- دانييل برولكس على موقع IMDb (الإنجليزية)
- دانييل برولكس على موقع ميتاكريتيك (الإنجليزية)
- دانييل برولكس على موقع روتن توميتوز (الإنجليزية)
- دانييل برولكس على موقع قاعدة بيانات الأفلام العربية
- دانييل برولكس على موقع ألو سيني (الفرنسية)
- دانييل برولكس على موقع أول موفي (الإنجليزية)
- دانييل برولكس على موقع قاعدة بيانات الأفلام السويدية (السويدية)
- دانييل برولكس على موقع قاعدة بيانات الفيلم (الإنجليزية)
- دانييل برولكس على موقع كينوبويسك (الروسية)